# San Vito di Luzzi bianco
Il San Vito di Luzzi bianco è un vino DOC la cui produzione è consentita nella provincia di Cosenza.

## Caratteristiche organolettiche
- colore: paglierino più o meno intenso
- odore: vinoso gradevole
- sapore: secco armonico delicato

## Produzione
Provincia, stagione, volume in ettolitri
- nessun dato disponibile